# Fort de Troyon
Le fort de Troyon, appelé brièvement fort d'Essling, est un ouvrage fortifié qui fait partie du système Séré de Rivières mis en place autour de Verdun à partir de 1879. Il est bâti sur les communes de Troyon et Lacroix-sur-Meuse, à 264 mètres d'altitude, dans le département de la Meuse.

## Fort d'Essling
Par le décret du 21 janvier 1887, le ministre de la Guerre Georges Boulanger renomme tous les forts, batteries et casernes avec les noms d'anciens chefs militaires. Pour le fort de Troyon, son « nom Boulanger » est en référence au duc de Rivoli, prince d'Essling André Masséna, comte d'Essling ou de la bataille d'Essling, victoire française du 20 au 22 mai 1809. Le nouveau nom est gravé au fronton de l'entrée. Dès le 13 octobre 1887, le successeur de Boulanger au ministère, Théophile Ferron, abroge le décret. Le fort reprend officiellement son nom précédent, tout en gardant le nom Boulanger à son fronton.
C'est un fort Séré de Rivières de première génération, le fort était prévu pour une garnison originellement de 751 hommes et de 42 pièces d'artillerie. « C'est le même que celui de Génicourt ! » Les similitudes sont grandes certes, mais ne pas visiter l'un sous prétexte d'avoir vu l'autre est une erreur à ne surtout pas commettre. Dans les grandes lignes, mission, périmètre, ravelin, disposition du casernement, des magasins à poudre, des caponnières, des bonnettes d'infanterie et la rue du rempart, y compris le nombre de traverses-abris, il n'y a rien à redire, c'est exact, les deux forts sont identiques. Dès que l'on entre dans le détail, les différences se font jour. Le ravelin, une pure merveille, comprend aussi six casemates à tir indirect. La défense de ses fossés s'effectue cependant depuis une petite caponnière aux maçonneries très soignées placée à la tête du ravelin. Ici, pas d'écurie, ni de poste optique dans le ravelin. Le pont-levis de l'entrée est du type Devèze et l'association en place en a retrouvé les contrepoids circulaires. Pour rappel, ce type de pont est relativement rare et il n'en subsiste qu'un seul en parfait état, à la batterie de Sanchey à Épinal. Le cartouche au fronton du fort a, lui aussi, été dégagé des gravats. En capitale, le passage dans la cour du casernement de la troupe s'effectue à ciel ouvert, il n'y a pas de travée centrale.

## Combats de 1914

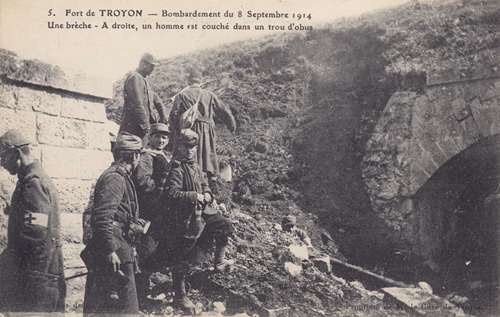
Carte postale - Fort de Troyon.
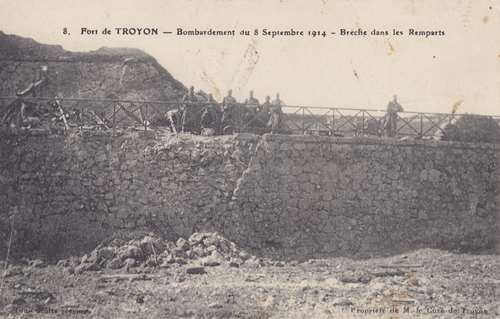
Carte postale - Fort de Troyon.
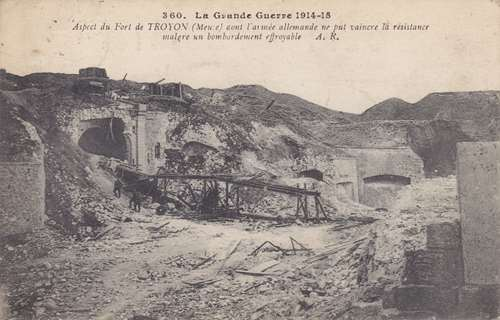
Carte postale - Fort de Troyon.
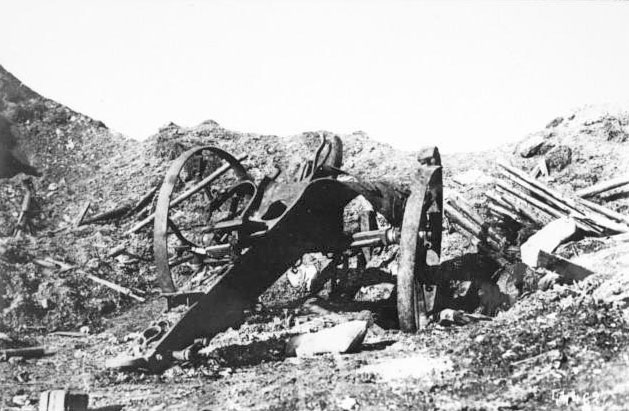
Canon français dans le fort, détruit par un bombardement (phot. 1915).

Au début de la Première Guerre mondiale, lors des combats de septembre 1914, qui aboutirent à la formation du saillant de Saint-Mihiel, le fort de Troyon a joué un rôle particulièrement important. Bombardé à partir du 8 septembre 1914 par des obus de gros calibre (305-320), il reçoit l'ordre de tenir au moins 48 heures. Cette résistance était capitale pour empêcher les Allemands de prendre Verdun en tenaille, le fort de Troyon se trouvant au sud de Verdun et les Allemands déjà de l'autre côté de la Meuse (à Issoncourt, orthodromie 22 km). Le 9 septembre 1914, le major Neuhoff, officier allemand de l'état-major de la 10e division, se présente à l'entrée du fort et somme les défenseurs de se rendre. Mais le capitaine Heym (du 166e RI, commandant du fort), refuse et demande aux Allemands de rebrousser chemin. C'est ainsi qu'une avalanche d'obus s'abat sur le fort de Troyon. Le 13 septembre, les bombardements allemands cessent : le fort a tenu. De cette résistance dépendait la suite de la guerre, et surtout la victoire dans la bataille de la Marne. En effet, si le fort de Troyon était tombé, la Meuse aurait été franchie et la ville de Verdun aurait été encerclée. C'est le seul fort de la ligne Verdun-Toul (orthodromie 65 km) qui, attaqué, n'est jamais tombé aux mains de l'ennemi ; 450 hommes ont tenu pendant 6 jours contre l'artillerie austro-allemande et une division de la 5e armée, forte de 10 000 hommes.
En 1918, le fort de Troyon a servi d'hôpital arrière pour les troupes américaines qui libéraient Saint-Mihiel (occupé pendant 4 ans) et la butte de Montsec.

## Un lieu de mémoire
Le fort a été inscrit aux monuments historiques par un arrêté du 2 novembre 1994.
Le fort de Troyon est ouvert à la visite sous certaines conditions.